# Trichosteleum usambaricum
Trichosteleum usambaricum är en bladmossart som beskrevs av Brotherus 1913. Trichosteleum usambaricum ingår i släktet Trichosteleum och familjen Sematophyllaceae. Inga underarter finns listade i Catalogue of Life.